# Сулик, Рихард
Рихард Сулик (словац. Richard Sulík; род. 12 января 1968, Братислава, Чехословакия) — словацкий экономист, политический и государственный деятель. Основатель и лидер в 2009—2024 годах либеральной партии «Свобода и солидарность». В прошлом — вице-премьер и министр экономики (2020—2022), спикер Национального совета (парламента) Словакии (2010—2011).

## Биография
Родился в Чехословакии; в 1980 году родители переехали в Пфорцхайм (ФРГ). В 1987 году поступил в Мюнхенский университет Людвига-Максимилиана, где изучал физику, а затем переключился на экономику. В 1992 году вернулся в Чехословакию. В 1998—2003 получил высшее образование в Экономическом университете в Братиславе. Занимался бизнесом, в 2003 году стал специальным советником министра финансов Словакии Ивана Миклоша. Сулик активно участвовал в подготовке налоговой реформы, которая предусматривала, в частности, переход к пропорциональному налогообложению со ставкой в 19 % и к 19%-му НДС. В 2005-06 был советником при министерстве труда, социальной политики и семьи. Одновременно Сулик оставался советником в министерстве финансов. В рейтинге стран по степени создания благоприятных условий для ведения бизнеса за 2008 год Словакия заняла 32 место из 178 государств.
В 2009 году Сулик основал либеральную партию Свобода и солидарность и стал её руководителем. Новая партия развернула кампанию по проведению «Референдума-2009» по вопросам уменьшения численности парламента со 150 до 100 мест, уменьшения привилегий и расходов депутатов, либерализации законодательства в области СМИ. На выборах в Европарламент 2009 года партия Сулика в условиях рекордно низкой явки получила 39 016 (4,71 %) голосов и не смогла рассчитывать на депутатские мандаты. Позднее Сулик выдвинул идею радикальной реформы налогообложения граждан, получившей название «Бонуса отчислений».
На парламентских выборах 12 июня 2010 года партия получила 307 287 (12,14 %) голосов и 22 депутатских мандата, сформировав третью по величине фракцию. После формирования в 2010 году коалиционного правительства с участием партии предложенный ей референдум был одобрен; он пройдёт 18 сентября 2010 года.
8 июля 2010 года по 13 октября 2011 года — председатель Национального совета Словакии.
21 марта 2020 года получил портфель вице-премьера по экономическим вопросам и портфель министра экономики  в кабинете Матовича во главе с премьер-министром Игором Матовичем. С 21 марта по 8 апреля 2020 года исполнял обязанности министра иностранных дел вместо Ивана Корчка, назначенного на эту должность, действующего посла Словакии в США. Подал в отставку 22 марта 2021 года по условию, поставленному премьером Словакии, на фоне правительственного кризиса из-за закупок российской вакцины «Спутник V». Президент Зузана Чапутова приняла отставку 23 марта.
1 апреля 2021 года получил портфели вице-премьера и министра экономики в правительстве Эдуарда Хегера. Вступил в личную вражду с лидером партии OLaNO, вице-премьером и министром финансов Словакии Игором Матовичем, что привело к правительственному кризису. Партия «Свобода и солидарность» ультимативно потребовала отставки Игора Матовича. Рихард Сулик подал в отставку 31 августа 2022 года. 5 сентября подали в отставку министры из партии «Свободы и солидарности». Они исполняли обязанности до 13 сентября.